# Trolleybus van Bonn
De trolleybus van Bonn zorgde tussen 1951 en 1971 voor openbaar vervoer in de voormalige Bondshoofdstad Bonn in Duitse deelstaat Noordrijn-Westfalen. De trolleybus werd samen met de sinds 1881 bestaande tram van Bonn uitgebaat door de Stadtwerke Bonn (SWB). De trolleybus verving een deel van het tramnet en werd op haar beurt vervangen door autobussen.

## Geschiedenis
De onderscheiden trajecten van de trolleybus van Bonn kwamen in deze volgorde in dienst:
| Lijn | Opening          | Lengte  | Traject                                                   |
| ---- | ---------------- | ------- | --------------------------------------------------------- |
| 15   | 17 februari 1951 | 4,16 km | Gronau, Drachenfelsstraße - Mozartstraße                  |
| 35   | 22 maart 1952    | 4,8 km  | Hauptbahnhof - Lengsdorf, Provinzalstraße                 |
| 16   | 14 november 1953 | 4,6 km  | Hauptbahnhof - Poppelsdorf, Clemens-August-Platz          |
| 16   | 27 juni 1954     | ?       | Poppelsdorf, Clemens-August-Platz - Venusberg, Kiefernweg |

De beide radiale lijnen 15 en 35 werden in de zomer van 1953 samengevoegd tot de diametrale lijn 15 en tot 1 mei 1967 elektrisch bereden. Lijn 16 werd op 30 juni 1971 verdieseld. Het net was in totaal 14,6 kilometer lang maar de gecumuleerde lengte van alle lijnen bedroeg 15,4 kilometer omdat een aantal lijnen tussen Hauptbahnhof en Meckenheimer Allee parallel liep.
In de beginjaren vonden de trolleybussen onderdak in de tramstelplaats Friesdorf, vanwaar de trolleybussen per tractor naar het eindpunt Gronau gesleept werden. In 1954 werd speciaal voor de trolleybus een garage in de Karlstraße in gebruik genomen. Deze gold toentertijd als de hal met de grootste zelfdragende overkapping uit voorgespannen beton in West-Europa. De hal bleef tot in 2004 in gebruik als busstelplaats.

## Voertuigen
Voor de trolleybus van Bonn stonden er 23 standaardbussen ter beschikking. Bijkomend werden er ook door de Peter Bauer Fahrzeugfabrik gebouwde aanhangwagens ingezet.
| Aantal | Nummers                | Fabrikant                    | Type   |
| ------ | ---------------------- | ---------------------------- | ------ |
| 14     | 201–214, later 101–114 | MAN / Kässbohrer / Rathgeber | MKE II |
| 02     | 221–222, later 121–122 | Uerdingen / Henschel         | ÜHIIIs |
| 07     | 223–229, later 123–129 | Uerdingen / Büssing / Kiepe  | ÜBIVs  |

De voertuigen met de nummers 225, 226, 228 en 229 verhuisden na de opheffing naar de trolleybus van Esslingen am Neckar waar zij nog tot 1979 werden ingezet. Trolleybussen 224 en 227 gingen naar het trolleybedrijf van Kapfenberg in Oostenrijk en overleefden daar eveneens tot in 1979. De beide ÜHIIIs 221 en 222 werden al in 1970 overgedragen aan de trolleybus van Kaiserslautern vooral om er te dienen als onderdelenbank.